# Frederick Browning
Frederick Arthur Montague Browning (Kensington (Londen), 20 december 1896 – Cornwall, 14 maart 1965) was een Britse officier en olympisch deelnemer. Zijn belangrijkste rol was die van plaatsvervangend commandant van het Eerste Geallieerde Luchtlandingsleger tijdens Operatie Market Garden. Hij was gehuwd met de Britse schrijfster Daphne du Maurier. 

## Eerste Wereldoorlog
De militaire carrière van Browning begon tijdens de Eerste Wereldoorlog en hij ontving voor zijn verdiensten in 1917 de Orde van Voorname Dienst (DSO) en het Croix de Guerre. Tijdens de oorlog ontmoette hij Winston Churchill.

## Interbellum
Hij was in 1920 kapitein en in 1928 majoor. Hij bracht een tijd door als adjudant aan de Royal Military College in Sandhurst waar hij eerste adjudant was. Tijdens de Sovereign’s Parade van 1926 reed hij op zijn paard "The Vicar" de trap van de Old College op en stapte in de Grand Entrance af. Er is geen bevredigende verklaring te geven waarom hij dit deed, maar het werd een traditie die tot op de dag van vandaag voortduurt.
Browning was tijdens de Olympische Winterspelen in 1928 in Sankt Moritz in Zwitserland een lid van het Britse bobsleeteam. Zijn team Great Britain II eindigde tiende in de vijfmansbob. Hij was ook een bekwaam zeiler met zijn boot Ygdrasil. Hij trouwde in 1932 met Daphne du Maurier, toen zij 25 jaar was en hij een 35-jarige majoor in de Grenadier Guards die gestationeerd waren in Frimley. Ze vestigden zich in Menabilly House in Fowey Harbour in Cornwall.
Browning werd later bevorderd tot luitenant-kolonel, gevolgd door zijn benoeming tot bevelhebber van het 2e Bataljon van de Grenadier Guards. Hij behield deze positie tot de Tweede Wereldoorlog toen hij benoemd werd tot commandant van de Small Arms School als brigadier. 

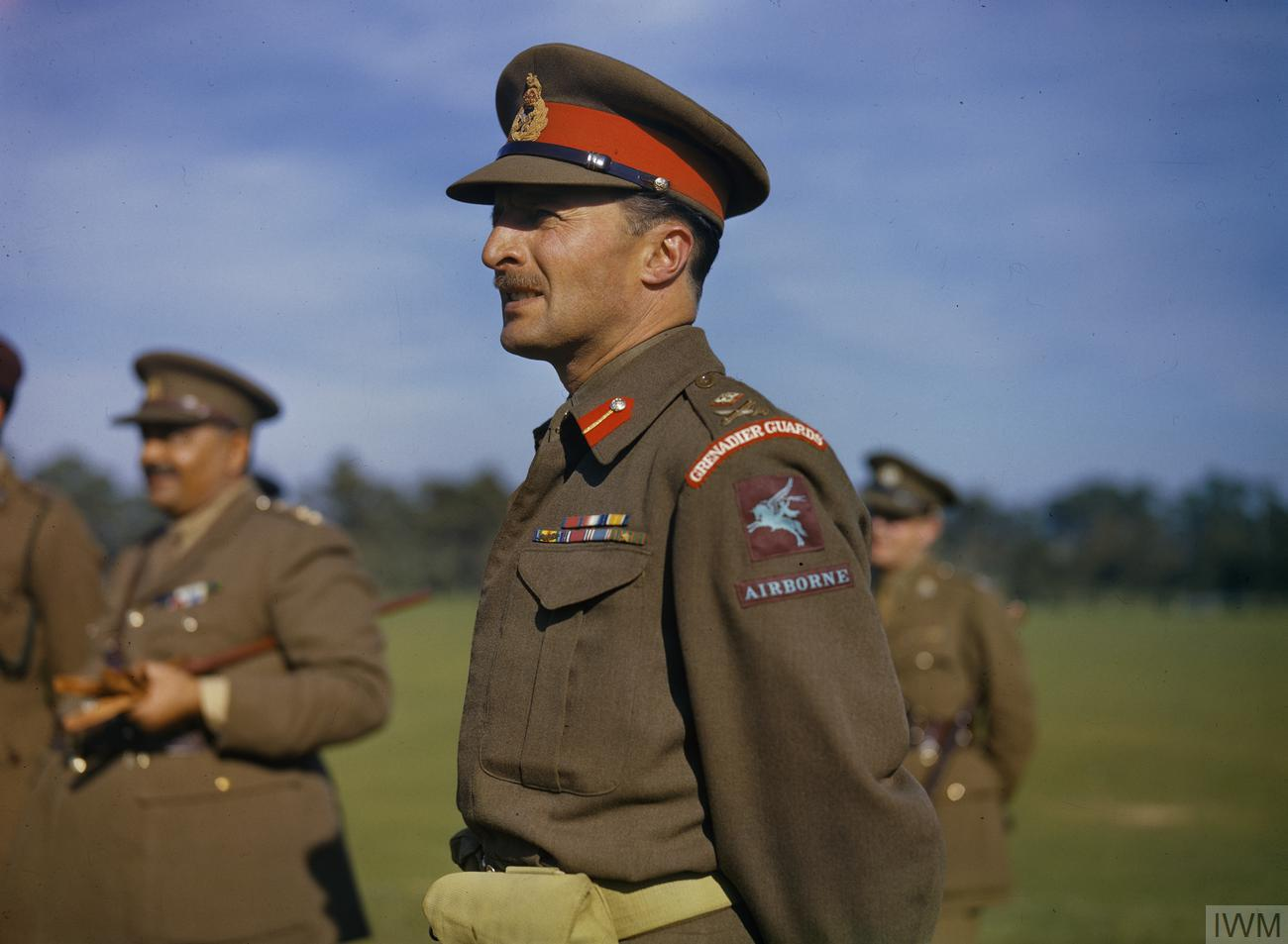
Browning observeert trainingen in Netheravon, oktober 1942

## Tweede Wereldoorlog
In 1940 kreeg Browning het bevel over de 24e Guards Brigade en in 1941 werd hij bevelhebber van de 1e Luchtlandingsdivisie. Hij behield de positie toen de eenheid vocht in Noord-Afrika. Op 6 mei 1943 deed hij afstand van zijn commando en met zijn bevordering in december 1943 tot luitenant-generaal werd hij toegevoegd aan de HQ Airborne Forces in Groot-Brittannië. Op 16 april 1944 werd hij benoemd tot commandant van het 1e Luchtlandingskorps. Het korps maakte deel uit van het Eerste Geallieerde Luchtlandingsleger waarvan het commando werd gevoerd door de Amerikaanse luitenant-generaal Lewis H. Brereton. Browning werd naast bevelhebber van het korps ook plaatsvervangend commandant van het Eerste Geallieerde Luchtlandingsleger ondanks de slechte relatie met Brereton en het feit dat hij door de meeste Amerikaanse officieren werd gehaat, inclusief Ridgeway. Tijdens de voorbereidingen voor een van de vele afgelaste operaties, Linnete II, deed verschil van mening met Brereton hem met ontslag dreigen vanwege verschil in militaire cultuur. Brereton beschouwde dit als het niet gehoorzamen van een order.
Het 1e Luchtlandingskorps voerde de luchtlandingstroepen aan tijdens Operatie Market Garden. Browning landde met een tactisch hoofdkwartier vlak bij Nijmegen maar ondervond moeilijkheden om bevelen door te geven vanwege communicatiefouten en hun geografische afscheiding. Zijn gebruik van 38 vliegtuigen om zijn korpshoofdkwartier tijdens de eerste dropping te verplaatsten werd bekritiseerd; het aantal gevechtstroepen bij de eerste dropping was al beperkt vanwege het besluit om niet meer dan twee droppingen op de eerste dag te maken. De Amerikaanse generaal James M. Gavin, bevelhebber van de Amerikaanse 82e Luchtlandingsdivisie had hevige kritiek op Browning.
Operatie Market Garden tekende grotendeels het leven van Browning. Hij en zijn staf landden per zweefvliegtuig vlak bij Nijmegen en vestigden daar een veldhoofdkwartier samen met die van de 82e Luchtlandingsdivisie. Voor de rest van de operatie had hij geen contact meer met de Britse 1e Luchtlandingsdivisie bij Arnhem of met de Amerikaanse 101e Luchtlandingsdivisie bij Eindhoven. Deze situatie werd op 20 september 1944 verholpen door een vlucht van vier Spitfires van RAF-squadron nr. 16 met droptanks uit Evere bij Brussel om berichten af te leveren van het hoofdkwartier van de 21e Legergroep aan de hoofdkwartieren van het 30e Legerkorps en het 1e Luchtlandingsleger bij Nijmegen.
Na de slag leidde Brownings kritiek op de bijdrage van de Poolse troepen tot het ontslag van de Poolse generaal-majoor Stanisław Sosabowski als commandant van de Poolse 1e Onafhankelijke Parachutistenbrigade.
Nadat Browning gediend had als de stafchef van Louis Mountbatten in India werd hij opperbevelhebber van de South East Asia Command. Hij werd op die post opgevolgd door Henry Royds Pownall. Browning bleef in Zuidoost-Azië tot het einde van de oorlog.

## Na de Tweede Wereldoorlog
De laatste militaire post van Browning was van 1946 tot 1948 Military Secretary bij de War Office. Van 1948 tot 1952 was hij comptroller en treasurer bij kroonprinses Elizabeth. Van 1944 tot 1962 was hij commodore bij de Royal Fowey Yacht Club. Hij werd in 1946 geridderd en was van 1952 tot 1959 treasurer bij de Hertog van Edinburgh.
Browning werd in 1943 benoemd tot Lid in de Orde van het Bad. Hij werd in diverse dagorders genoemd en werd in 1945 onderscheiden met de Legion of Merit. In 1946 werd hij benoemd tot Ridder Commandeur in de Orde van het Britse Rijk. In 1943 werd hij benoemd tot Ridder in de Koninklijke Orde van Victoria en in 1959 tot Ridder Grootkruis in de Koninklijke Orde van Victoria.

## Militaire loopbaan
- Second Lieutenant: 1915[1]
- Lieutenant:
- Captain: 1920
- Major: 22 mei 1928
- Lieutenant-Colonel: 1 februari 1936[2]
- Colonel: 1 september 1939 (gedateerd 1 februari 1939)[2]
- Waarnemend Brigadier: 3 oktober 1939[2]
- Tijdelijk Brigadier: 3 april 1940[2]
- Waarnemend Major-General: 3 november 1941[2]
- Tijdelijk Major-General: 3 november 1942[2]
- Waarnemend Lieutenant-General: 9 december 1943[2]
- Major-General: 27 mei 1944 (gedateerd 28 december 1943)[2]
- Tijdelijk Lieutenant-General: 9 december 1944[2]
- Lieutenant-General: 9 mei 1946 (gedateerd 23 december 1944)[2]

## Militaire registratienummer
- 22588

## Decoraties
- Ridder Grootkruis in de Koninklijke Orde van Victoria in 1959
  - Ridder Commandeur in de Koninklijke Orde van Victoria in 1953
- Ridder Commandeur in de Orde van het Britse Rijk op 1 januari 1946
- Lid in de Orde van het Bad in 1943
- Orde van Voorname Dienst (Verenigd Koninkrijk) in 1917
- Croix de guerre (Frankrijk)
- Commandeur met ster (Grootofficier) in de Orde Polonia Restituta
- Commandeur in het Legioen van Verdienste (Verenigde Staten)
- Hij werd tweemaal genoemd in de Dagorders. Dat gebeurde op:
  - 23 mei 1918

- Gemeinsame Normdatei: 144038218
- International Standard Name Identifier: 0000 0001 1883 9996
- Library of Congress Control Number: no2011032687
- Virtual International Authority File: 169858559
- WorldCat: E39PBJgCMX3T6TgtCq8MHWVgrq